# Oprișița
Oprișița – wieś w Rumunii, w okręgu Vaslui, w gminie Poienești. W 2011 roku liczyła 804 mieszkańców.